# Oresjöflarkarna
Oresjöflarkarna är en sjö i Ljusdals kommun i Hälsingland och ingår i Dalälvens huvudavrinningsområde. Oresjöflarkarna ligger i Stora Korpimäki Natura 2000-område. Sjöns area är 0,079 kvadratkilometer och den befinner sig 552 meter över havet.
Oresjöflarkarna avvattnas av Oreälven och vattnet fortsätter därefter genom Österdalälven och Dalälven innan det når havet.